# Rhantus riedeli
Rhantus riedeli är en skalbaggsart som beskrevs av Michael Balke 2001. Rhantus riedeli ingår i släktet Rhantus och familjen dykare. Inga underarter finns listade i Catalogue of Life.

## Bildgalleri

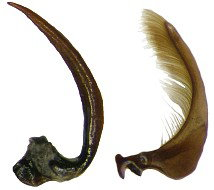
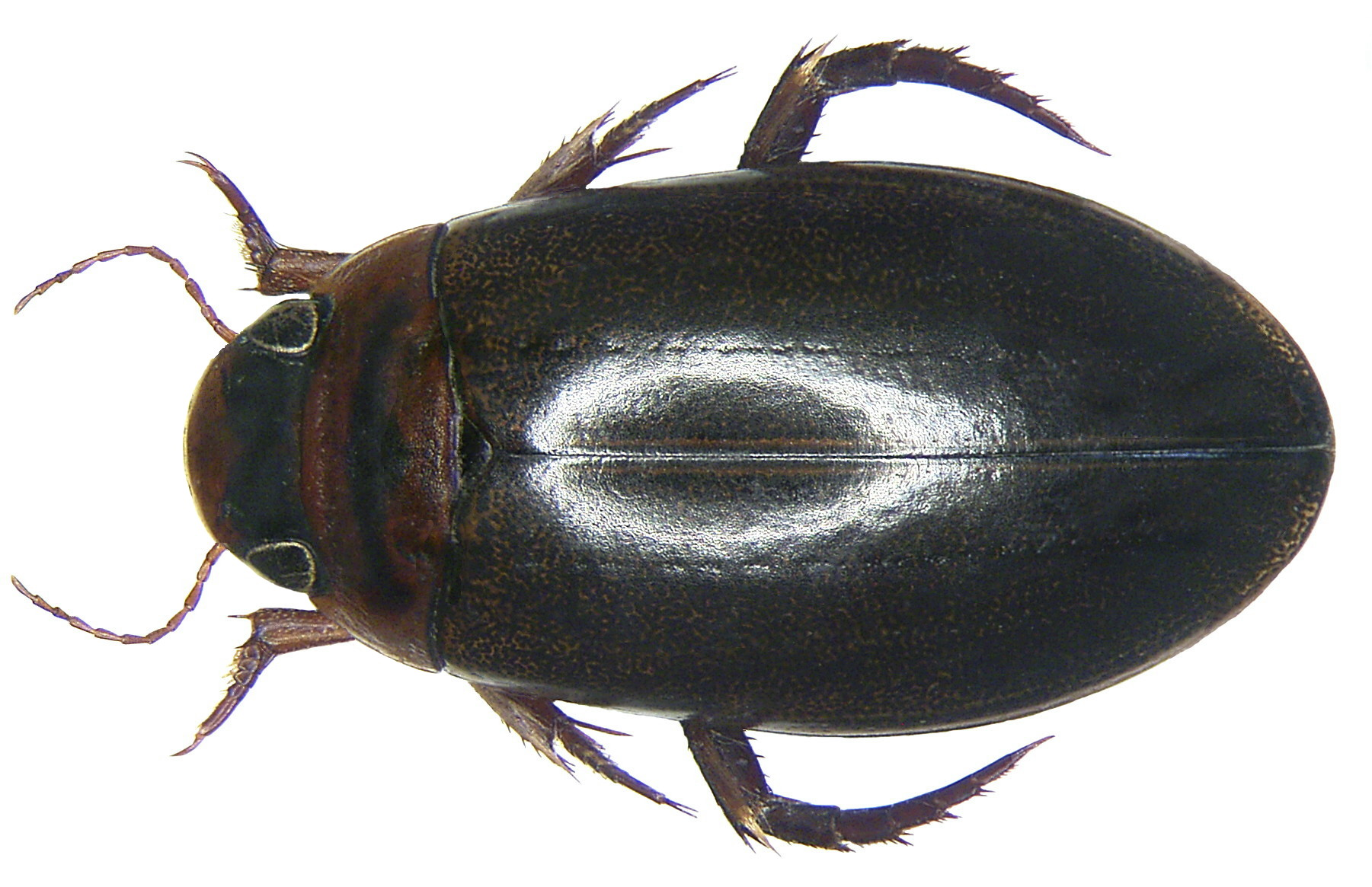